# 大田東部警察署
大田東部警察署（テジョンドンブけいさつしょ）は、大田地方警察庁所管の警察署である。

## 管轄区域
- 東区

## 沿革
- 1990年10月5日 - 忠南地方警察庁の警察署として開署
- 1992年10月5日 - 大田北部警察署開署に伴い、5派出所を移管
- 2004年7月1日 - 大田中部警察署から1地区隊を編入
- 2007年7月1日 - 大田地方警察庁に所属が変更される

## 組織
- 警務課
- 生活安全課
- 捜査課
- 刑事課
- 警備交通課
- 情報保安課
- 聴聞監査官

## 管轄地区隊
- 龍田地区隊
- 大田駅地区隊
- 佳陽地区隊

## 管轄派出所
- 板岩派出所
- 山内派出所
- 泉洞派出所

## 管轄治安センター
- 佳陽1治安センター
- 龍雲治安センター
- 仁洞治安センター